# Heinrich von Scholl
Heinrich von Scholl (27. dubna 1815 Benátky – 15. května 1879 Gorizia) byl rakouský, respektive rakousko-uherský důstojník a předlitavský politik. Měl hodnost generálmajora. 5. února 1871 se stal ministrem zeměbrany Předlitavska ve vládě Karla von Hohenwarta. Post si udržel i v následující vládě Ludwiga von Holzgethana. Ve vládě setrval do 22. listopadu 1871.